# Peder Hansen (landstingsmedlem)
 Der er flere personer med dette navn, se Peder Hansen.
Peder Hansen (10. februar 1795 i Vridsløsemagle – 15. juli 1880 i Udesundby) var en dansk gårdejer og politiker.
Han var søn af husfæster Hans Pedersen, blev 1818 ejer af et bolsted i Udesundby ved Frederikssund og forøgede i årenes løb sin jord, så han i 1864 kunne overdrage en anselig gård til en svigersøn. Fra 1824 var Hansen skoleforstander og blev to år senere sognefoged og lægdsmand, 1840 formand for Frederiksborg Distrikts Sognefogedforening, var 1842-58 sogneforstander og 1843 herredskommissær i Frederiksborg Amts Landboforening. Han var tillige 1841 medstifter af Frederiksborg Amts Laane- og Sparekasse, medindbyder til oprettelsen af en højere bondeskole i Hjørlunde og medstifter af og repræsentant i Frederiksborg Amts Brandassuranceforening, som han senere også blev medbestyrer af.
1841 blev han valgt til Østifternes stænderforsamling og ved valgene til Den Grundlovgivende Rigsforsamling 1848 stillede han op i Frederikssund-distriktet, men opnåede kun 96 stemmer. Til gengæld lykkedes det Hansen at blive valgt til Landstinget ved det første valg 29. december 1849. Han sad i Landstinget indtil 9. oktober 1871, kun afbrudt af perioden 23. juni-18. oktober 1866, hvor han var faldet som modstander af den gennemsete Grundlov. Peder Hansen, der først var bondeven og siden venstremand, udtrådte inden sin valgperiodes udløb i 1871 og lod sig ikke senere genopstille. Han døde 1880 som aftægtsmand. 1857 var han blevet Dannebrogsmand.